# Gulbieniszki
Gulbieniszki – wieś w Polsce położona w województwie podlaskim, w powiecie suwalskim, w gminie Jeleniewo.
Gulbieniszki powstały około 1770 roku. Wieś królewska ekonomii grodzieńskiej położona była w końcu XVIII wieku  w powiecie grodzieńskim województwa trockiego.  W latach 1954–1957 wieś należała i była siedzibą władz gromady Gulbieniszki, po jej zniesieniu w gromadzie Jeleniewo. W latach 1975–1998 miejscowość administracyjnie należała do województwa suwalskiego.
Na zachód od Gulbieniszek znajduje się Jezioro Kopane, na wschód Jezioro Sumowo. Obok Gulbieniszek znajduje się Góra Cisowa (256,4 m n.p.m.), którą ze względu na stożkowaty kształt nazywa się Suwalską Fujijamą, na szczycie platforma widokowa. Przez wieś przebiega droga wojewódzka nr 655.